# David Fleurival
David Fleurival (nacido el 19 de febrero de 1984 en Vitry-sur-Seine, Francia) es un futbolista guadalupeño que juega en la posición de defensa. Actualmente milita en el FC Differdange, de la División Nacional.

## Selección nacional
Con la Selección de fútbol de Guadalupe disputó la Copa Oro 2007 en Estados Unidos donde llegaron a la instancia de semifinales contra México. En esta copa marcó un gol ante la Selección de fútbol de Canadá.

## Clubes
| Club                 | País       | Año           |
| -------------------- | ---------- | ------------- |
| Tours FC             | Francia    | 2001-2007     |
| Boavista             | Portugal   | 2007-2008     |
| RAEC Mons            | Bélgica    | 2008-2009     |
| LB Châteauroux       | Francia    | 2009-2010     |
| FC Metz              | Francia    | 2010-2012     |
| SC Beira-Mar         | Portugal   | 2012-2013     |
| Chamois Niortais     | Francia    | 2013-2014     |
| Zawisza Bydgoszcz    | Polonia    | 2014-2015     |
| AE Larisa            | Grecia     | 2015          |
| White Star Bruxelles | Bélgica    | 2015-2016     |
| FC Differdange       | Luxemburgo | 2016-presente |